# Championnats d'Europe de gymnastique artistique féminine 1990
 (novembre 2017).
Si vous disposez d'ouvrages ou d'articles de référence ou si vous connaissez des sites web de qualité traitant du thème abordé ici, merci de compléter l'article en donnant les références utiles à sa vérifiabilité et en les liant à la section « Notes et références ».
Navigation
Édition précédente Édition suivante
Les 18e championnats d'Europe de gymnastique artistique féminine ont eu lieu au Pirée, (Grèce) en 1990.

## Résultats femmes

### Concours général individuel
| Rang | Pays             | Athlète             | Points |
| ---- | ---------------- | ------------------- | ------ |
| 1    | Union soviétique | Svetlana Boginskaya | 39.874 |
| 2    | Union soviétique | Natalia Kalinina    | 39.637 |
| 3    | Hongrie          | Henrietta Ónodi     | 39.636 |
| 4    | Espagne          | Eva Rueda           | 39.487 |
| 5    | Roumanie         | Mirela Pașca        | 39.187 |
| 6    | Roumanie         | Maria Neculiță      | 39.162 |
| 7    | Roumanie         | Cristina Bontaș     | 39.124 |
| 8    | France           | Karine Mermet       | 39.099 |

### Finales par engins

#### Saut femmes
| Rang | Pays             | Athlète             | Points |
| ---- | ---------------- | ------------------- | ------ |
| 1    | Union soviétique | Svetlana Boginskaya | 9.943  |
| 2    | Roumanie         | Cristina Bontaș     | 9.900  |
| 3    | Espagne          | Eva Rueda           | 9.874  |
| 4    | Union soviétique | Natalia Kalinina    | 9.868  |
| 5    | France           | Karine Mermet       | 9.856  |
| 6    | Bulgarie         | Milena Mavrodieva   | 9.843  |
| 7    | Tchécoslovaquie  | Miroslava Jantekova | 9.768  |
| 8    | Grèce            | Fofo Varvariotou    | 9.481  |

#### Barres asymétriques
| Rang | Pays             | Athlète             | Points |
| ---- | ---------------- | ------------------- | ------ |
| 1    | Union soviétique | Svetlana Boginskaya | 9.950  |
| 1    | Union soviétique | Natalia Kalinina    | 9.950  |
| 1    | Roumanie         | Mirela Pașca        | 9.950  |
| 4    | Espagne          | Alicia Fernandez    | 9.887  |
| 5    | Bulgarie         | Maya Hristova       | 9.862  |
| 6    | Espagne          | Eva Rueda           | 9.825  |
| 7    | Roumanie         | Cristina Bontaș     | 9.787  |
| 8    | Hongrie          | Henrietta Ónodi     | 9.687  |

#### Poutre
| Rang | Pays               | Athlète             | Points |
| ---- | ------------------ | ------------------- | ------ |
| 1    | Union soviétique   | Svetlana Boginskaya | 10.000 |
| 2    | Union soviétique   | Natalia Kalinina    | 9.950  |
| 3    | Roumanie           | Maria Neculiță      | 9.875  |
| 4    | Allemagne de l'Est | Barbel Wielgoss     | 9.825  |
| 4    | Espagne            | Eva Rueda           | 9.825  |
| 6    | France             | Karine Mermet       | 9.800  |
| 7    | Tchécoslovaquie    | Iveta Polokova      | 9.787  |
| 8    | Hongrie            | Henrietta Ónodi     | 9.637  |

#### Sol femmes
| Rang | Pays             | Athlète             | Points |
| ---- | ---------------- | ------------------- | ------ |
| 1    | Union soviétique | Svetlana Boginskaya | 10.000 |
| 2    | Union soviétique | Tatiana Groshkova   | 9.962  |
| 3    | Hongrie          | Henrietta Ónodi     | 9.925  |
| 3    | Bulgarie         | Milena Mavrodieva   | 9.925  |
| 5    | Roumanie         | Maria Neculiță      | 9.912  |
| 6    | Grèce            | Fofo Varvariotou    | 9.900  |
| 7    | Roumanie         | Cristina Bontaș     | 9.837  |
| 8    | Espagne          | Eva Rueda           | 9.762  |